# Hermann Schlüschen

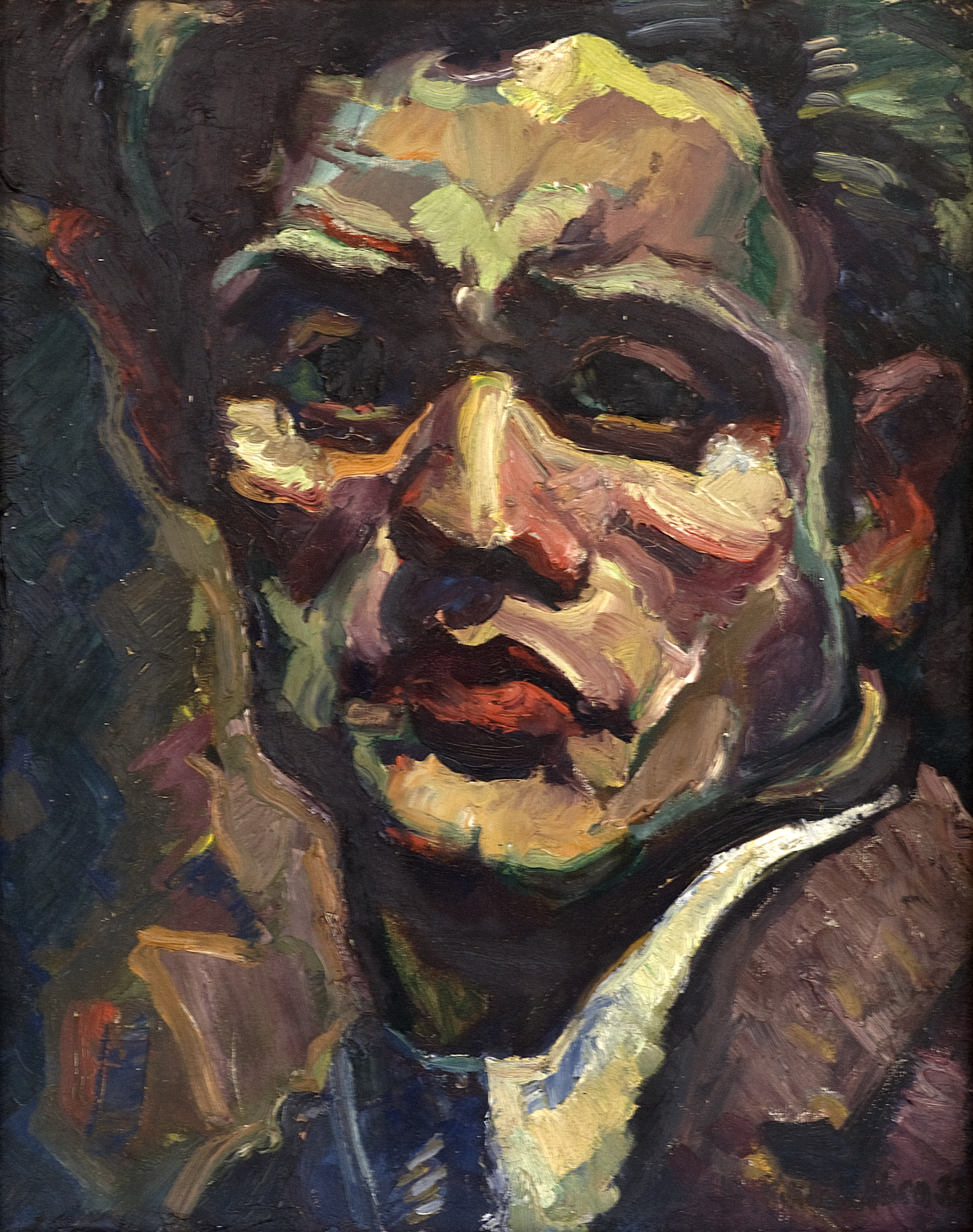
Schlüschen, Selbstporträt

Hermann Schlüschen (* 12. Januar 1904 in Hamburg; † 10. April 1996 in Lüneburg) war ein deutscher Theatermaler und Künstler.

## Leben
Seine Ausbildung zum Theatermaler vollzog Schlüschen in Hamburg und wechselte dann an das Theater Lübeck. Er war auch ein deutscher Maler und Grafiker, dessen vielseitiges Werk dem Expressionismus, Konstruktivismus, Kubismus und dem Surrealismus zugeordnet wird.
Ab 1925 ging Schlüschen an das Deutsche Theater in Milwaukee, USA und kam 1929 zurück nach Deutschland an das Bremer Stadttheater. Von 1930 bis 1969 hatte er  ein festes Engagement als Erster Theatermaler an der Hamburger Staatsoper. Zwischenzeitlich befand er sich während des Zweiten Weltkrieges für einige Zeit in Gefangenschaft in der UdSSR. Im Jahr 1969 erfolgte seine Pensionierung und ab 1979 lebte er in Berlin und zog schließlich 1983 nach Tann in der Rhön. 
Die letzten 8 Jahre seines Lebens verbrachte er in Lüneburg (seine letzte Ruhestätte ist auf dem Zentralfriedhof in 21335 Lüneburg / Scharnebeck).
Schlüschen war zweimal verheiratet und hatte drei Kinder.
Vorbilder von Schlüschen waren: Wassily Kandinsky, Emil Nolde, Marc Chagall, Paul Klee und Lyonel Feininger.

## Wirken
Seine verwendeten Techniken in seinen ca. 3.700 Werken waren Zeichnung, Bleistift und Kohle, Rötelzeichnungen, Collagen, Ölgemälde, Acrylbilder sowie Kreidezeichnungen. Er war befreundet mit Reinhard Lau und nahm Unterricht bei Schulz und bei Hartmann an der Landeskunstschule Hamburg. Die NS-Zeit erschütterte und prägte den Künstler. Das Thema entartete Kunst veranlasste ihn, sich zeitweise zurückzuziehen. Bis ins hohe Alter 1990 wurde Hitler immer wieder von ihm karikiert. Hermann Schlüschen gehört zu den bildenden Künstlern der Klassischen Moderne des 20. Jahrhunderts. Von seinen 3.700 Gesamtwerke befinden sich ca. 250 in privaten Sammlungen sowie aktuell 3.150 im Besitz der Galerie Kastner in Niedersachsen, der Verbleib der restlichen Werke ist unbekannt.

## Ausstellungen
- 1964: Hamburger Theatermaler
- 1985: Hamburg – Berlin – Tann: Fantastische Malerei in Kleinsassen
- 1992: Lüneburg Ausstellung Skurrile Fratze
- 1992: Ausstellung in SPK Scharnebeck
- 2013: Ausstellung in Dahlenburg (Schützenhaus)